# Pierre Debizet
Pierre Debizet est un homme politique et barbouze français né le 20 décembre 1922 à Nantua et mort le 11 mai 1996 à Suresnes.

## Biographie

### Résistance
Résistant pendant la Seconde Guerre mondiale au sein du réseau Libération-Nord puis du Bureau central de renseignements et d'action sous le pseudonyme de Pierre Debarge (en réalité Goulette dans le réseau Marco Polo, Debarge étant son pseudo au RPF), il reçoit à la Libération la croix de guerre et la médaille de la Résistance.

### Chef d'entreprise
À partir de 1946, il entreprend une carrière professionnelle de chef d'entreprise, tout d'abord dans le domaine de la réfrigération puis, à partir de novembre 1952, dans les moteurs électriques.

### Service d'ordre du RPF
Pendant la même période, il est un des principaux responsables parisiens du service d'ordre du mouvement gaulliste. Mesurant un mètre quatre-vingt-quinze (en réalité 1,87 ?) pour quatre-vingt-dix kilos, le personnage imposant est surnommé par ses hommes Gros Sourcils ou Le Colonel.

### Combat contre la décolonisation
En 1956, il participe au service d'ordre des Volontaires de l'Union française, un petit groupement opposé à toute décolonisation, et il rejoint en 1957 le Parti patriote révolutionnaire, un groupuscule d'extrême-droite conduit par Jean-Baptiste Biaggi.
De 1958 à 1960, il participe à la réactivation du service d'ordre gaulliste, puis à sa structuration sous forme d'une association enregistrée le 4 janvier 1960 : le Service d'action civique (SAC), dont il est le premier président. Il doit abandonner cette responsabilité dès le printemps 1960 en raison de son opposition à la politique algérienne de Charles de Gaulle et de problèmes de santé (les suites d'une tuberculose pulmonaire). Il est alors remplacé par Paul Comiti.
Sur la fin de l'année 1960, il signe une lettre-circulaire à l'intention de ses compagnons du SAC, les invitant à voter « non » au référendum sur l'autodétermination en Algérie.

### Retour après Mai 68
Il revient à l'occasion des événements de mai 68 comme secrétaire général de l'organisation.

### Après la tuerie d'Auriol
En 1981 est créé le Mouvement initiative et liberté, à l'origine sans rapport avec le SAC et placé sous la présidence de Jacques Rougeot, président de l'UNI. La tuerie d'Auriol met un point final à l'existence du SAC, bête noire de la gauche nouvellement élue, il est dissous en 1982. Accusé d'être l'un des instigateurs du massacre, Pierre Debizet est détenu pendant un mois en préventive mais bénéficie d'un non-lieu. En 1986, il devient délégué général du Mouvement initiative et liberté, mouvement qui n'a eu aucune activité depuis sa création jusqu'à l'arrivée de Pierre Debizet.
En 2010, un documentaire sur l'assassinat de Pierre Goldman par Honneur de la Police met en cause Pierre Debizet. Un membre du groupe l'accuse d'être le commanditaire. Il serait aussi l'instigateur du meurtre du militant communiste et anticolonialiste Henri Curiel.
En 2023, il est cité par un témoin comme chef du groupe ayant enlevé et tué Robert Boulin, ministre du Travail, le 29 octobre 1979, Debizet précisant que leurs instructions étaient de cogner le ministre mais pas de le tuer. Debizet était le secrétaire général du SAC.